# Iom ha-Zikkaron
Iom ha-Zikkaron (en català Dia del Record dels Soldats Morts d'Israel i de les Víctimes del Terrorisme), (en hebreu: יום הזיכרון לחללי מערכות ישראל), és un dia de dol nacional a tot Israel, té lloc el dia 4 del mes de Iar del calendari hebreu i precedeix a la celebració del Dia de la Independència d'Israel, el Iom ha-Atsmaüt, que té lloc l'endemà, el dia 5 del mes d'Iar.
En aquesta festa es recorda a veterans i soldats caiguts de l'Estat d'Israel i de les Forces de Defensa d'Israel que van morir en el conflicte araboisraelià, i es recorda a les víctimes del terrorisme.
El dia inclou moltes cerimònies de respecte als soldats morts en la qual els soldats veterans estan sempre presents. El dia comença amb cerimònies a les 20:00 després d'una sirena d'un minut que s'escolta a tot el país. Durant el so de la sirena tots els Israelians estan drets i en silenci en senyal de respecte i memòria. Una sirena de dos minuts que s'escolta a les 11:00 del matí següent, marca la cerimònia d'obertura oficial de la memòria dels soldats que van morir en servei, a tots els camps de batalla del país i en els cementiris on hi ha soldats enterrats. El dia acaba amb la cerimònia de cloenda de la Jornada de la Memòria a les 20:00 al mont Herzl, a la ciutat de Jerusalem, on les banderes de l'Estat d'Israel onegen a mig pal.